# Beibarys Atyrau
La Beibarys Atyrau (in kazako: Бейбарыс хоккей клубы) è una squadra di hockey su ghiaccio della città di Atyrau. La compagine è stata fondata nel 2009 e da allora gioca le sue partite casalinghe al Khiuaz Dospanova.